# Novembre 1939 (guerre mondiale)
Chronologie de la Seconde Guerre mondiale
Octobre 1939 - Novembre 1939 -  Décembre 1939
- Novembre :
  - La chanson On ira pendre notre linge sur la ligne Siegfried de Ray Ventura est le tube musical  du moment en France. La Ligne Siegfried est l'équivalent allemand de la Ligne Maginot française.
  - le dissident de l'Allemagne nazie Hermann Rauschning, exilé en France depuis 1938, publie l'édition française de son livre Hitler m'a dit et passe aux actualités filmées[1] pour le présenter.

- 4 novembre
  - Le Congrès américain vote la loi Cash and Carry qui autorise la vente sous conditions de matériel de guerre aux belligérants.

- 7 novembre
  - Le général Władysław Sikorski, le premier ministre du gouvernement polonais en exil, est également nommé au poste de commandant en chef des forces armées polonaises.

- 8 novembre

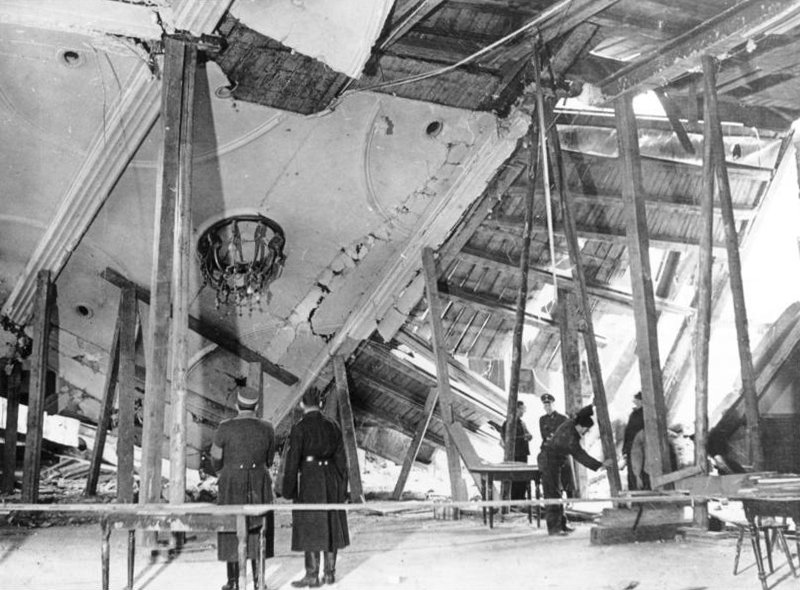
Georg Elser est l'auteur autonome d'une tentative d'attentat contre Hitler. Restes du Bürgerbräukeller de Munich ; photo prise le lendemain de l'explosion.

  - Munich : attentat manqué à l'explosif contre Hitler.

- 9 novembre
  - Venlo : à la suite de cet attentat manqué, déclenchement de l'incident de Venlo à la frontière germano-néerlandaise ; deux agents secrets britanniques sont enlevés et un officier des services secrets néerlandais est abattu.

- 10 novembre
  - Mobilisation générale en Suisse.

- 13 novembre :
  - Mobilisation générale en Finlande.

- 15 novembre
  - Dernière des six réunions du Conseil de défense de Reich, mis en place en septembre 1939, destiné à jouer le rôle de gouvernement collégial du Reich en guerre.

- 22 novembre
  - Le gouvernement polonais en exil quitte Paris pour Angers.

- 24 novembre :
  - Répression féroce de la Gestapo à la suite de l'insurrection étudiante de Prague. 120 étudiants sont fusillés. Déportation et prison pour nombre d'autres.

- 30 novembre : 
  - L'URSS attaque la Finlande par surprise, car cette dernière ne voulait pas lui céder des bases militaires - Début de la guerre finno-soviétique (novembre 1939-mars 1940).